# Александров, Юрий Александрович (учёный)
Александров Юрий Александрович (9 сентября 1935, Байсубаково, Чебоксарский район, Чувашская АССР, РСФСР, СССР — 13 мая 2003, Цивильск, Чувашская Республика, Российская Федерация) — советский хмелевод-селекционер; организатор сельскохозяйственной науки. 
Кандидат сельскохозяйственных наук (1968). Директор (1985—1997) Научно-исследовательского и проектно-технологического института хмелеводства РАСХН.

## Биография
Родился в деревне Байсубаково Чебоксарского района Чувашской АССР в многодетной семье. Отец участвовал в Великой Отечественной войне. В 1962 году окончил Чувашский сельскохозяйственный институт (Чебоксары). 
После окончания института (1962) работал в Адыгейской автономной области на Майкопской опытной станции Всесоюзного НИИ растениеводства им. Н. И. Вавилова (хутор Шунтук), где участвовал в проведении научных исследований по картофелю.
На Майкопской опытной станции ВИР Ю. А. Александров, будучи аспирантом, проводил опыты на пораженных паршой клубнях картофеля. В результате Александров успешно справился с задачей, стоявшей в СССР с 1948 года, когда широкое распространение получило грибное заболевание клубней картофеля — парша обыкновенная: необходимо было детально изучить условия, способствующие развитию этой болезни; выявить устойчивые образцы; разработать меры борьбы. Ю. А. Александров при этом выделил образцы с комплексной устойчивостью к фитофторозу, макроспориозу и парше обыкновенной. Результаты изучения были опубликованы в печати и послужили основой для написания и защиты кандидатской диссертации.
В дальнейшем Ю. А. Александров переехал в Чувашскую АССР, где с 1976 по 1985 был директором Чувашской проектно-изыскательской станции химизации сельского хозяйства (пос. Опытный Цивильского района). 
С 1985 по 1997 работал директором Российской республиканской научно-исследовательской хмелеводческой станции (с 1990 — Всероссийский научно-исследовательский и проектно-технологический институт хмелеводства (ВНИПТИХ)), а с марта 1999 — заместителем директора Научно-исследовательского и проектно-технологического института хмелеводства (НИПТИХ, Цивильск, Чувашия). 
Совместно с другими сотрудниками НИПТИХ вывел и передал в производство сорта хмеля Цивильский и Дружный (1991—1996).

## Семья
Был женат; жена родилась в селе Советское Советского района Чувашской АССР; по профессии — биолог, работала в научной лаборатории. От брака имеется сын — Андрей Александров — ученый-экономист, с 2014 года ректор ЧГУ им. И. Н. Ульянова.

## Награды
- Медаль ВДНХ[2].

## Работы
- Александров Ю. А. «Хмелевое сырье для использования в лечебно-профилактических и лекарственных целях» // Тр. IV междунар. симпозиума «Новые и нетрадиционные растения и перспективы их использования». — М.: 2001. — Т. 2. — С. 25-26[11]
- Александров Ю. А. «Устойчивость видов, сортов и межвидовых гибридов картофеля к грибным болезням в условиях предгорной зоны Северного Кавказа: Автореф. дис. на соиск. уч. ст. канд. с.-х. наук.» Л.: ВИР, 1968. — 35 с.
- Александров Ю. А. «Оценка устойчивости к основным заболеваниям и урожайности раннеспелых сортов картофеля в условиях Майкопской опытной станции» // «Тр. по прикл. бот., ген. и сел.», 1973. — Т. 50. Вып. 2. — С. 85–90.